# Rumpelstilzchen (film, 1955)
Pour plus de détails, voir Fiche technique et Distribution.
Rumpelstilzchen (en français Nain Tracassin) est un film allemand réalisé par Herbert B. Fredersdorf (de) sorti en 1955.
Il s'agit d'une adaptation du conte par les frères Grimm.

## Synopsis
« Il était une fois, il y a de nombreuses années, un château dans la forêt et un roi régnait sur le château. Mais dans la forêt profonde et sombre, le petit homme de la forêt régnait, le nain Tracassin. Mais personne ne le connaissait, seulement les arbres et les animaux de la forêt, les cerfs, les écureuils et les quelques oiseaux en liesse dans les branches. »
Un jour, alors que la fille du meunier Marie est dans les bois, le nain Tracassin s'assure que le jeune prince, qui est à la chasse, tombe inconscient de son cheval dans l'herbe, où Marie le retrouve. Lorsqu'elle veut l'aider, le petit homme de la forêt se révèle à la jeune femme. L'esprit de la forêt explique à Marie perplexe qu'il n'apparaît que pour aider ou punir. Interrogé par Marie, il admet qu'il est responsable de la misère du prince. Il n'a pas insisté sur le fait qu'on n'avait pas le droit de chasser le dimanche. Lorsque le prince rouvre les yeux, Tracassin a disparu. Il se présente à Marie comme Max et elle suppose qu'il est un chasseur.
Le vieux roi préfère s'occuper du jardin de son château plutôt que de gouverner. Il a perdu la trace des finances de l'État il y a longtemps. Le maigre trésorier et le gros maréchal de la cour harcèlent le roi pour que le prince épouse la reine Amalie, deux fois son âge, qui est très riche et accepterait volontiers sa proposition. Le prince, cependant, dit à son père qu'il choisira une fille parmi le peuple et qu'il en a probablement déjà trouvé une.
Le meunier Mehlsack pense que sa fille est très spéciale et se vante que Marie peut transformer la paille en or. Comme le roi pourrait vraiment utiliser l'or à cause de ses finances en faillite, le souverain emmène Marie dans son château pour voir si le père de Marie disait la vérité. Une chambre pleine de paille attend Marie, d'où elle aurait filé de l'or le lendemain matin. Dans sa détresse, Marie appelle le seigneur de la forêt qui vient de lui proposer son aide. En échange, Marie doit lui donner sa bague, souvenir de sa mère décédée.
Le trésorier et le maréchal de la cour sont particulièrement enthousiastes et persuadent le roi de demander à Marie de transformer plus de paille en or. La fille du meunier est à nouveau enfermée dans la chambre avec de la paille, qu'elle est censée filer en or le matin. Cette nuit aussi, Marie est aidée par la petite créature naine ; cette fois, elle lui donne son dernier souvenir de sa mère, sa chaîne en or. Cependant, les courtisans n'en ont toujours pas assez et convainquent le roi de garder Marie captive dans la chambre pour une autre nuit, où elle est censée transformer à nouveau la paille en or. Le roi assure Marie qu'elle pourra alors épouser son fils, le prince. Marie doit se plier à sa volonté, mais précise qu'elle ne veut pas du tout du fils du roi, juste du chasseur Max. Cette fois, le petit homme de la forêt lui fait promettre de lui donner son premier enfant qu'elle aura avec le fils du roi. Marie accepte innocemment cet accord, persuadée qu'elle n'épousera jamais le fils du roi, car elle aime le chasseur Max.
Le roi tient sa promesse : le fils du roi et la fille du meunier se marient, le vieux roi abdique en faveur de son fils. Lorsque Marie accouche de son premier enfant, le seigneur de la forêt apparaît et lui rappelle la promesse qu'elle lui a faite. En aucun cas, Marie ne veut lui laisser son enfant et se voit accorder un sursis de trois jours. Pendant ce temps, elle doit découvrir le nom du petit homme de la forêt, ce n'est qu'alors qu'elle pourra garder son enfant. Elle demande maintenant partout et se fait livrer des tonnes de noms. Après deux nuits où elle n'a pas pu dire son nom au petit homme de la forêt, Marie avoue tout à son mari, qui l'encourage et dit qu'ils trouveront le nom. Lorsque la troisième nuit tombe, le petit homme de la forêt réapparaît. La jeune reine fait remarquer qu'il lui reste encore une heure avant minuit et que tous ceux qu'elle a envoyés ne sont pas revenus. À ce moment la porte s'ouvre, le jeune roi apparaît et murmure un nom à l'oreille de sa femme, car il a vu et entendu l'esprit de la forêt danser autour du feu et crier : « Aujourd'hui je vais cuire, demain je vais brasser, après-demain j'irai chercher l'enfant de la reine. Oh, comme c'est bien que personne ne sache que mon nom est Tricassin. » Quand Marie mentionne ce nom, le nain répond que le diable le lui a chuchoté et que depuis que les gens connaissent son nom, il ne veut plus vivre parmi eux. « Et Tricassin ne s'est plus montré à ce jour. »

## Fiche technique
- Titre : Rumpelstilzchen
- Réalisation : Herbert B. Fredersdorf (de)
- Scénario : Christof Schulz-Gellen
- Musique : Richard Stauch (de)
- Directeur artistique : Alfred Bustow
- Photographie : Ted Kornowicz (de)
- Montage : Lisa Thiemann
- Production : K. Gordon Murray (en), Hubert Schonger
- Société de production : Förster Film
- Pays de production :  Allemagne de l'Ouest
- Langue : allemand
- Format : Couleur - 1,37:1 - Mono - 35 mm
- Genre : Film pour enfants
- Durée : 82 minutes
- Dates de sortie :
  - Allemagne de l'Ouest : 9 septembre 1955.
  - États-Unis : 13 novembre 1955.

## Distribution
- Liane Croon : Marie, la fille du meunier
- Werner Krüger (de) : le nain Tricassin
- Günter Hertel : le prince Max
- Wilhelm Groothe (de) : Mehlsack, le meunier
- F. W. Schröder-Schrom : le roi
- Harry Wüstenhagen (de) : le trésorier
- Helmut Ziegner : le Hofmarschall
- Hermann Hartmann : le cocher

## Production
Le film est tourné dans le studio éphémère du château des comtes de Berg. Les prises de vue en extérieur sont faites dans le Pays de Berg.